# Rhytidothorax bollowi
Rhytidothorax bollowi är en stekelart som först beskrevs av Mercet 1928.  Rhytidothorax bollowi ingår i släktet Rhytidothorax och familjen sköldlussteklar. Inga underarter finns listade i Catalogue of Life.